# مجموعة وسطية

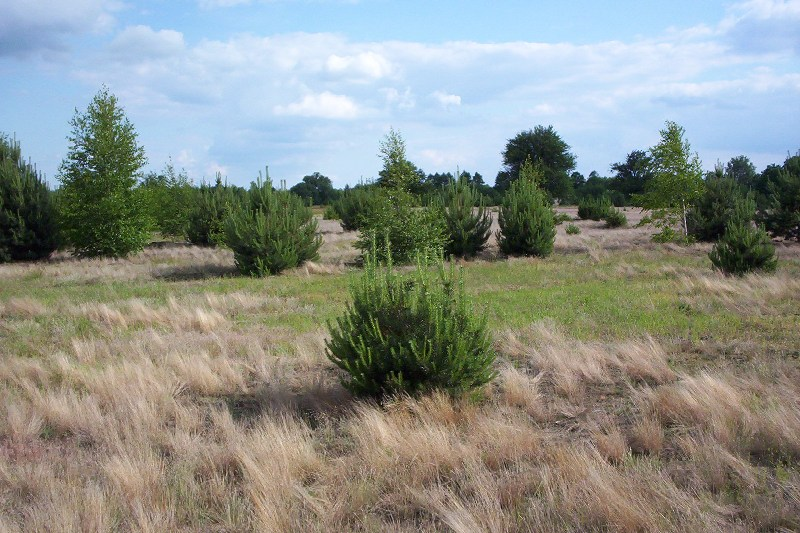
مجموعة وسطية من الشجيرات والأعشاب في حقل مهجور

المجموعة الوسطية (بالإنجليزية: seral community)، هو مرحلة وسيطة توجد في سلسلة من مراحل التطور في نظام بيئي نحو مجتمع الذروة. في كثير من الحالات تتطور أكثر من مرحلة وسطية حتى تتحقق ظروف الذروة.
المجموعة الوسطي هو الاسم الذي يطلق على كل مجموعة من النباتات مُتعاقبة. يصف التعاقب الأولي المجتمعات النباتية التي تحتل موقعًا لم يكن نباتيًا من قبل. يمكن وصفها أيضًا بأنها مجتمع رائد . تستخدم النمذجة الحاسوبية في بعض الأحيان لتقييم مراحل التعاقب المحتملة في المجموعة الوسطية.